# روشن همراه
روشن همراه (زادهٔ ۱۸ سپتامبر ۱۹۶۰، روستای وشنِ ناحیهٔ عینی) شاعر، نویسنده، معلم، آموزگار ممتاز تاجیکستان و از سال ۲۰۰۱ عضو اتحادیه نویسندگان تاجیکستان است. او در سال ۲۰۱۰ برندهٔ جایزهٔ ادبی به نام قطبی کرام شد و از استادان دانشگاه دولتی آموزش و پرورش تاجیکستان است.

## زندگی‌نامه
روشنی همروح در سال ۱۹۶۰ در روستای واشان از ناحیهٔ عینی زاده شد. او در سال ۱۹۷۶ مدرسهٔ هشت‌سالهٔ روستا را به پایان رساند و وارد آموزشگاه تربیت معلم در شهر پنجکنت شد. پس از پایان این آموزشگاه در سال ۱۹۸۰، وارد دانشکدهٔ زبان و ادبیات دانشگاه دولتی تربیت معلم شهر خجند گردید.

## سبک شعر و جایگاه در ادبیات
بر پایهٔ بررسی پژوهشگران، اشعار روشنی همروح با احساس ژرف میهن‌دوستی، صداقت و ذوق زیبایی‌دوستی شناخته می‌شوند. سبک او عمدتاً تغزلی است و اشعار و غزل‌هایش آکنده از طنز و لطافت‌های ظریف هستند. او در غزل، تعبیرات فرهنگی و سنتی را با نگاهی نو و پخته به‌کار می‌برد. از دیدگاه انتقادی، برخی از اشعارش واژه‌هایی دارند که شاید برای بعضی خوانندگان ناآشنا به نظر آیند، اما شاعر با مهارت بلاغی خود توانسته است آن‌ها را شیوا و معتدل استفاده کند.

## جوایز و عضویت‌ها
- جایزهٔ به‌نام قطبی کرام (۲۰۱۰)
- دارای عنوان «فعال ممتاز آموزش و پرورش تاجیکستان»
- عضو اتحادیه نویسندگان تاجیکستان از سال ۲۰۰۱